# Baile de bastones

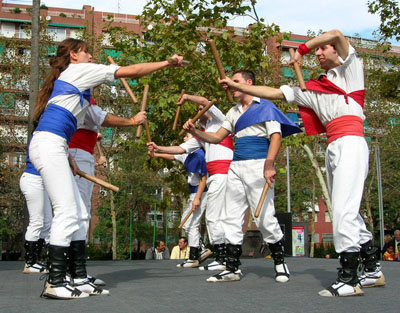
Bastoners actuando en las calles de Barcelona.

El baile de los bastones (en catalán ball de bastons) es una danza popular muy extendida por Cataluña, Aragón, la Comunidad Valenciana y Castilla y León, donde son conocidas como «danzas de paloteo». Se puede encontrar bajo este nombre, un conjunto de bailes que utilizan, como elemento principal, uno o dos bastones que se golpean entre sí.
Los orígenes del baile de bastones no están bien definidos. Hay folkloristas que opinan que proviene de ritos agrarios prehistórios; otras tesis sostienen que su origen proviene de las danzas pírricas griegas; y la tesis más extendida remonta su origen a una evolución de las antiguas batallas mantenidas con espadas.
Pero no cabe duda alguna que el baile de los bastones es la danza tradicional más antigua de las que todavía se bailan en Aragón, Cataluña y Comunidad Valenciana. Las primeras referencias escritas de esta danza datan del siglo XII, concretamente el año 1150 cuando, en el banquete de bodas del conde Ramón Berenguer IV, se bailó esta danza.
Los bailes fueron muy populares en el siglo XV y persisten en Francia, Italia, Inglaterra y Gales (Morris dance), España (paloteo o troqueado) y Portugal (dança de pauliteiros). En las culturas del Magreb también hay danzas tradicionales con bastones, y algunos pasos de algunos de ellos se han integrado dentro de la danza del vientre.
En un principio era un baile en el que solo intervenían los hombres, pero desde los años 60 la figura de la mujer también está presente; actualmente con una gran relevancia, aunque en algunas poblaciones todavía se conserva la exclusividad masculina del baile (por ejemplo en Montblanc).
La bailan grupos de 8, 12, 16, 20 o 24 danzantes llevando, en cada mano, un bastón o palo que al son de una melodía realizan una variedad de saltos y pasos mientras golpean, acompasada y rítmicamente, sus bastones.

## Simbología
Parece ser que en Comunidad Valenciana, Cataluña y Aragón la simbología del baile de los bastones es la interpretación de dos bandos luchando, haciendo diferentes movimientos y alternando la lucha con el entrecruzamiento de los bandos que se distinguen por los colores de su vestuario. En Aragón, se suelen integrar dentro de un Dance.

## Bastones
Los bastones, elemento esencial para esta danza, están hechos, normalmente, con madera de encina seca, miden unos 40-50 cm de largo, con un grosor de unos 5 cm. Estas características no son generales, ya que cada grupo tiene sus bastones propios hechos a su gusto.

## Vestuario
El vestuario es muy variado según el pueblo, la zona o la formación que ejecuta esta danza, pero hay elementos comunes. El calzado, la típica «espardenya» (zapatilla) o alpargata, pantalones blancos, un faldellín, faja de color, camisa blanca y un pañuelo de color —el que representa a cada grupo— cruzado en el pecho. Algunos grupos no utilizan el faldellín, otros usan pantalones de terciopelo, pañuelos en la cabeza u otros elementos propios de cada lugar.

## Los bailes
La estructura básica de los bailes o dances de bastones acostumbra a ser una doble hilera de ocho danzantes, pudiendo añadir grupos adicionales de cuatro danzantes (cuadras), aunque varios grupos han introducido otras estructuras como el círculo, los bailes de seis danzantes. Los bailes suelen ser cortos, de aproximadamente un minuto, y el elemento central del baile son los colpes de bastón con los otros danzantes.
Durante los bailes se pueden identificar una serie de elementos comunes. Las pasadas como movimientos donde los danzantes se cruzan, pasando en direcciones opuestas y picando para ir a buscar a otro danzante. Els bajocamas, figura emblemática del baile de bastones y que consiste en hacer picar los bastones, haciéndolos pasar por debajo de una pierna. Los saltos en que los danzantes saltan para picar en el aire con otro, y los golpes en tierra con los bastones, movimiento que algunos folcloristas han interpretado como reminiscencia de ritos de fertilidad a la tierra.

## Vocabulario
El mundo bastonero dispone de un vocabulario propio, ya sea inventando, derivando o dando un nuevo significado a algunas palabras. Cada región tiene su vocabulario particular, pero algunos términos se han establecido por todo el mundo de los bastones. Cabe destacar:
- Banderero o abanderado: danzante situado en un extremo de la doble hilera que lleva una bandera en la mano izquierda y un solo bastón a la derecha.
- Cabeza de cola: danzante que lleva la dirección y la responsabilidad de la cola. Muchas veces suele ser el banderero.
- Derechero: posición o tipo de danzante que se caracteriza por detener los golpes con el brazo derecho. Recibe los golpes de los izquierderos.
- Izquierdero: posición o tipo de danzante que se caracteriza por picar los golpes con el brazo izquierdo. Da el golpe a los derecheros.
- Batacada:

1. Sucesión de tres golpes donde los derecheros paran tres golpes con la derecha delante, a la izquierda y delante, y los izquierderos pican delante y a la derecha con el bastón derecho, y delante con la izquierda, haciendo pasar el bastón izquierdo en un movimiento circular por detrás de la cabeza.
2. Golpe de bastones de gran contundencia.

- Cadena: momento durante el transcurso de un baile de bastones, donde se crean dos hileras cerradas sobre sí mismas, una dentro de la otra, y giran en sentidos contrarios mientras van picando uno por uno con los miembros de la otra hilera.
- Rebatir: dar tres golpes de bastón durante un compás de la melodía.
- Bajocama: picada por debajo de la cama.